# هوارد إي. كامبل
هوارد إي. كامبل (بالإنجليزية: Howard E. Campbell)‏ هو سياسي أمريكي، ولد في 4 يناير 1890 في بيتسبرغ في الولايات المتحدة، وتوفي في 6 يناير 1971. حزبياً، نشط في الحزب الجمهوري. وقد انتخب عضو مجلس النواب الأمريكي.